# Parque nacional Neusiedler See-Seewinkel
El parque nacional Neusiedler See-Seewinkel (en alemán: Nationalpark Neusiedler See-Seewinkel) es un parque nacional en el este de Austria. El parque se extiende sobre un área de 97 kilómetros cuadrados en el estado de Burgenland y protege partes del lago más occidental de la estepa euroasiática.
Este parque nacional se encuentra en el extremo oriental de los Alpes y en el extremo occidental de la Pequeña Llanura Húngara. Debido a su ubicación, el área ha sido, durante siglos, una zona de amortiguación entre las grandes potencias de Europa. En 1994, como primer parque nacional en Austria, recibió una calificación de categoría II de la UICN.
El área del parque nacional es un punto de encuentro para diferentes especies de plantas y animales. Estas incluyen especies alpinas, panónicas, asiáticas, mediterráneas y del norte de Europa. Esto da como resultado un mosaico de ambientes, que incluyen humedales, prados de pastoreo, prados, estepas de arena y áreas salinas. En el oeste, el área está rodeada por las montañas Leitha, la llanura Parndorf en el norte y el Hanság en el este. El pantano de Hanság fue durante siglos una parte del lago Neusiedler. El Neusiedler See se encuentra en el punto más bajo de la pequeña llanura húngara a una altitud de alrededor de 115 m sobre el nivel del mar.
La estructura de propiedad del parque nacional Neusiedler See-Seewinkel es diferente de la de otros parques nacionales en Austria. Neusiedlersee-Seewinkel no es propiedad de ningún gobierno, sino de alrededor de 1,200 propietarios diferentes. La mayoría de ellos son agricultores locales que reciben una compensación anual por dejar estas parcelas sin usar.

## Véase también

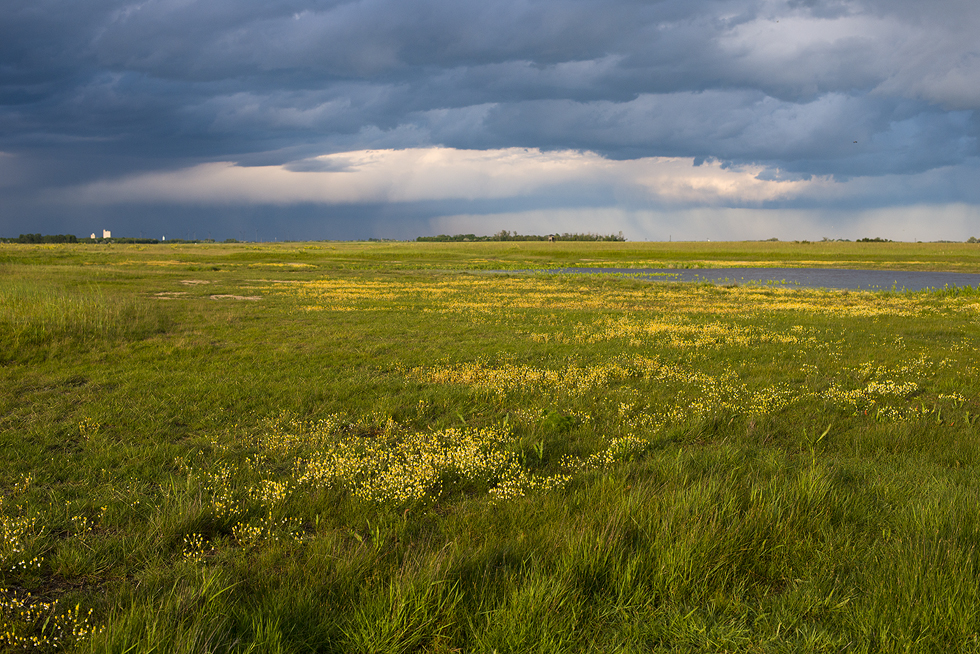
Paisaje del parque